# Ignacio Sosa
Ignacio Sosa Ospital (Montevideo, 31 agosto 2003) è un calciatore uruguaiano, centrocampista del Peñarol e della nazionale Under-20 uruguaiana.

## Carriera

### Club
Cresciuto nel settore giovanile del Fénix, debutta in prima squadra il 3 luglio 2021 in occasione dell'incontro di Primera División Profesional de Uruguay vinto 2-1 contro il Cerro Largo.

### Nazionale
Nel gennaio del 2023, viene incluso da Marcelo Broli nella rosa della nazionale Under-20 uruguaiana partecipante al campionato sudamericano di categoria in Colombia, arrivando in finale e perdendo contro il Brasile.
L'8 maggio 2023 viene convocato per il Mondiale di categoria in Argentina.

## Statistiche

### Presenze e reti nei club
Statistiche aggiornate al 24 maggio 2025.
| Stagione        | Squadra         | Campionato      | Campionato | Campionato | Coppe nazionali | Coppe nazionali | Coppe nazionali | Coppe continentali | Coppe continentali | Coppe continentali | Altre coppe | Altre coppe | Altre coppe | Totale | Totale |
| Stagione        | Squadra         | Comp            | Pres       | Reti       | Comp            | Pres            | Reti            | Comp               | Pres               | Reti               | Comp        | Pres        | Reti        | Pres   | Reti   |
| --------------- | --------------- | --------------- | ---------- | ---------- | --------------- | --------------- | --------------- | ------------------ | ------------------ | ------------------ | ----------- | ----------- | ----------- | ------ | ------ |
| 2021            | Fénix           | PD              | 13         | 0          | -               | -               | -               | CS                 | 0                  | 0                  | -           | -           | -           | 13     | 0      |
| 2022            | Fénix           | PD              | 24         | 1          | CU              | 0               | 0               | -                  | -                  | -                  | -           | -           | -           | 24     | 1      |
| 2023            | Fénix           | PD              | 10         | 0          | CU              | 0               | 0               | -                  | -                  | -                  | -           | -           | -           | 10     | 0      |
| Totale Fénix    | Totale Fénix    | Totale Fénix    | 47         | 1          |                 | 0               | 0               |                    | 0                  | 0                  |             | -           | -           | 47     | 1      |
| 2023            | Peñarol         | PD              | 9          | 0          | CU              | 2               | 0               | -                  | -                  | -                  | -           | -           | -           | 11     | 0      |
| 2024            | Peñarol         | PD              | 15         | 0          | CU              | 0               | 0               | CL                 | 5                  | 0                  | -           | -           | -           | 20     | 0      |
| 2025            | Peñarol         | PD              | 12         | 0          | CU              | 0               | 0               | CL                 | 5                  | 0                  | SU          | 0           | 0           | 17     | 0      |
| Totale Peñarol  | Totale Peñarol  | Totale Peñarol  | 36         | 0          |                 | 2               | 0               |                    | 10                 | 0                  |             | 0           | 0           | 48     | 0      |
| Totale carriera | Totale carriera | Totale carriera | 83         | 1          |                 | 2               | 0               |                    | 10                 | 0                  |             | 0           | 0           | 95     | 1      |

## Palmarès

### Club

#### Competizioni nazionali
- Campionato uruguaiano: 1

Peñarol: 2024

### Nazionale
- Campionato mondiale Under-20: 1

2023